# NGC 7283
NGC 7283 est une galaxie spirale (?) située dans la constellation de Pégase. Sa vitesse par rapport au fond diffus cosmologique est de 6 924 ± 25 km/s, ce qui correspond à une distance de Hubble de 102,1 ± 7,2 Mpc (∼333 millions d'al). NGC 7283 a été découverte par l'astronome allemand Albert Marth en 1864.
NGC 7283  présente une large raie HI.

## Classification
Les avis diffèrent sur la classification de NGC 7283, spirale ordinaire selon Wolfgang Steinicke, HyperLeda et la base de données NASA/IPAC et spirale intermédiaire selon le professeur Seligman. Cependant, l'image du relevé SDSS ne montre aucune struture spiralée, mais un anneau externe est très visible.